# Онопченко В'ячеслав Адольфович
В’ячеслав Адольфович Онопченко — сержант Збройних Сил України, учасник російсько-української війни, що загинув під час російського вторгнення в Україну.

## Життєпис
Станом на початок 2022 року мав вік 53 роки. Мешканець м. Кременчука Полтавська область. 
Сержант, проходив військову службу на посаді санітарного інструктора підрозділу 72 ОМБр.
Згідно повідомлення Кременчуцького районного територіального центру комплектування та соцпідтримки, військовослужбовець загинув під час ворожого артилерійського обстрілу в районі с. Мощун на Київщині. Тіло загиблого було знайдено тільки 24 березня, під час пошукової операції на бойових позиціях.

## Нагороди
- орден «За мужність» III ступеня (2022) — за особисту мужність і самовіддані дії, виявлені у захисті державного суверенітету та територіальної цілісності України, вірність військовій присязі[3].